# Yadira Pacheco
Yadira Pacheco es una exfutbolista panameña que juega como defensora. 

## Trayectoria

### ANAFUFE
Yadira Pacheco jugó en diferentes equipos de la ANAFUFE quedando campeona en diferentes equipos.

## Selección nacional

### Categorías inferiores
Fue convocada por la selección sub-20 de Panamá.

### Selección absoluta
Pacheco fue internacional con Panamá la selección absoluta durante la clasificación para el Campeonato Femenino de CONCACAF 2014 .